# Hermann Lipsius
Justus Hermann Lipsius, född den 9 maj 1834 i Leipzig, död den 5 september 1920 i Leipzig, var en tysk klassisk filolog och skolman, son till Karl Heinrich Adelbert Lipsius.

## Biografi
Lipsius gick i Thomasschule och studerade filologi och teologi vid  universitetet i Leipzig. 1856 promoverades han till filosofie doktor.
Efter vikariat vid Nikolaischule blev han 1857 adjunkt vid Thomasschule. Efter att ha innehaft andra tjänster inom skolväsendet blev han 1863 konrektor och 1866-77 rektor vid Nikolaischule.
1869 blev han extra ordinarie och 1877 ordinarie professor i klassiska språk vid universitetet i Leipzig. 1886/87 var han dekan vid filosofiska fakulteten. 1891/92 var han universitetets rektor. 1914 blev han emeritus.